# Liste der Naturdenkmäler in Toblach
Die Liste der Naturdenkmäler in Toblach (italienisch Dobbiaco) enthält die 22 als Naturdenkmal ausgewiesenen Objekte auf dem Gebiet der Gemeinde Toblach in Südtirol.
Basis ist das im Internet einsehbare offizielle Verzeichnis der Naturdenkmäler in Südtirol (Stand: 23. Januar 2015). Dabei kann es sich um botanische, geologische oder hydrologische Naturdenkmäler handeln. Die Reihenfolge in dieser Liste orientiert sich an der ID, alternativ ist sie auch nach dem Namen sortierbar.

## Liste
| Foto |                 | Name                                                                   | Standort                     | Beschreibung                                                  |
| ---- | --------------- | ---------------------------------------------------------------------- | ---------------------------- | ------------------------------------------------------------- |
| ja   | Datei hochladen | Toblacher Erdpyramiden ID: 100_G01                                     | 46° 45′ 54″ N, 12° 15′ 38″ O | Geologisches Naturdenkmal: Erdpyramiden                       |
| ja   | Datei hochladen | Lerschachweiher ID: 100_G02                                            | 46° 43′ 51″ N, 12° 13′ 56″ O | Hydrologisches Naturdenkmal: Weiher/Teich                     |
| ja   | Datei hochladen | Issidormoos ID: 100_G03                                                | 46° 43′ 59″ N, 12° 14′ 42″ O | Hydrologisches Naturdenkmal: Niedermoor                       |
| ja   | Datei hochladen | Letteau ID: 100_G04                                                    | 46° 43′ 35″ N, 12° 12′ 54″ O | Botanisches Naturdenkmal: Augebüsch                           |
| ja   | Datei hochladen | Gänsezipfmoos ID: 100_G05                                              | 46° 45′ 46″ N, 12° 13′ 36″ O | Hydrologisches Naturdenkmal: Niedermoor                       |
| ja   | Datei hochladen | Ödenmoos ID: 100_G06                                                   | 46° 43′ 20″ N, 12° 14′ 12″ O | Hydrologisches Naturdenkmal: Niedermoor                       |
| ja   | Datei hochladen | Rundbuckel- und Schliffrückenlandschaft des Zinnenplateaus ID: 100_P01 | 46° 37′ 38″ N, 12° 17′ 8″ O  | Geologisches Naturdenkmal: Rundbuckel und Gletscherschliff    |
| BW   | Datei hochladen | Endmoränen des Schlern-Stadiums des Rienzgletschers ID: 100_P02        | 46° 43′ 14″ N, 12° 13′ 36″ O | Geologisches Naturdenkmal: Moräne                             |
| BW   | Datei hochladen | Seitenmoräne des Schlern-Stadiums des Bulltalgletschers ID: 100_P03    | 46° 39′ 5″ N, 12° 13′ 54″ O  | Geologisches Naturdenkmal: Moräne                             |
| BW   | Datei hochladen | Endmoränen des Daun-Stadiums von Lokalgletschern ID: 100_P04           | 46° 37′ 48″ N, 12° 18′ 15″ O | Geologisches Naturdenkmal: Moräne                             |
| BW   | Datei hochladen | Endmoränen des Daun-Stadiums von Lokalgletschern ID: 100_P05           | 46° 37′ 33″ N, 12° 17′ 48″ O | Geologisches Naturdenkmal: Moräne                             |
| BW   | Datei hochladen | Endmoränen des Daun-Stadiums von Lokalgletschern ID: 100_P06           | 46° 37′ 25″ N, 12° 17′ 14″ O | Geologisches Naturdenkmal: Moräne                             |
| BW   | Datei hochladen | Fundpunkt von Megalodonten ID: 100_P07                                 | 46° 37′ 20″ N, 12° 18′ 26″ O | Geologisches Naturdenkmal: Fossilienfundstelle (Megalodonten) |
| ja   | Datei hochladen | Seen auf der Langen Alpe ID: 100_P08                                   | 46° 37′ 28″ N, 12° 17′ 25″ O | Hydrologisches Naturdenkmal: See                              |
| ja   | Datei hochladen | Dürrensee ID: 100_P09                                                  | 46° 37′ 49″ N, 12° 13′ 51″ O | Hydrologisches Naturdenkmal: See                              |
| ja   | Datei hochladen | Mitteralplsee ID: 100_P10                                              | 46° 40′ 21″ N, 12° 15′ 8″ O  | Hydrologisches Naturdenkmal: See                              |
| ja   | Datei hochladen | Rienzquellen ID: 100_P11                                               | 46° 38′ 0″ N, 12° 17′ 53″ O  | Hydrologisches Naturdenkmal: Quelle                           |
| ja   | Datei hochladen | Wasserfälle ID: 100_P12                                                | 46° 37′ 45″ N, 12° 15′ 34″ O | Hydrologisches Naturdenkmal: Wasserfall                       |
| ja   | Datei hochladen | Toblacher See ID: 100_P13                                              | 46° 42′ 11″ N, 12° 13′ 8″ O  | Hydrologisches Naturdenkmal: See                              |
| BW   | Datei hochladen | Zeitlich nicht genau feststellbare Seitenmoränen ID: 100_P14           | 46° 38′ 11″ N, 12° 11′ 59″ O | Geologisches Naturdenkmal: Moräne                             |
| BW   | Datei hochladen | Endmoränen des Gschnitz-Stadiums ID: 100_P15                           | 46° 40′ 33″ N, 12° 13′ 10″ O | Geologisches Naturdenkmal: Moräne                             |
| BW   | Datei hochladen | Riffböschung mit Korallen in Lebensstellung ID: 100_P16                | 46° 37′ 19″ N, 12° 12′ 59″ O | Geologisches Naturdenkmal: Fossilienfundstelle (Korallen)     |

| Foto: | Fotografie des Naturdenkmals. Klicken des Fotos erzeugt eine vergrößerte Ansicht. Daneben finden sich zwei Symbole: |
| ID    | Identifikator bei der Abteilung Natur, Landschaft und Raumentwicklung der Südtiroler Landesverwaltung               |